# Britney & Kevin: Chaotic (мини-альбом)
Britney & Kevin: Chaotic (рус. Бритни и Кевин: Хаотично) — это первый мини-альбом (EP) американской певицы Бритни Спирс. Он был выпущен 27 сентября 2005 года на Jive Records в качестве бонусного CD к Britney & Kevin: Chaotic… the DVD & More и цифрового скачивания. В EP вошли три песни: «Chaotic», «Someday (I Will Understand)» и «Mona Lisa».

## Предпосылка и запись
В июле 2004 г. Спирс объявила о её помолвке с американским танцором Кевином Федерлайном, с которым она познакомилась за три месяца до этого. Роман привлек значительное внимание со стороны СМИ, так как Федерлайн недавно расстался с актрисой Шар Джексон, которая была беременна их вторым ребёнком. Изначальные сцены их отношений были записаны в хронику в первом реалити-шоу Спирс Britney and Kevin: Chaotic, который вышел на UPN весной 2005 г. Они провели свадебную церемонию 18 сентября 2004 г., но официально поженились через три недели 6 октября из-за задержки урегулирования предсвадебного соглашения пары. В октябре 2004 г. певица объявила, что она возьмёт перерыв в карьере, чтобы заняться семьёй.
30 декабря 2004 г. Спирс неожиданно появилась на радиостанции Лос-Анджелеса KIIS-FM, чтобы впервые представить необработанный микс нового трека «Mona Lisa». Спирс записала песню вживую со своё группой во время The Onyx Hotel Tour. Она посвятила песню всем «легендам и иконам, находящимся там». Слова оплакивают падение Моны Лизы, называя её «незабываемой» и «непредсказуемой», и предостерегают слушателей не «падать духом». Она также призналась, что хотела эту песню в качестве первого сингла с её выходящего альбома, предварительно названного The Original Doll и надеялась выпустить его «возможно, до лета [2005], а может быть даже ещё раньше». В январе 2005 Спирс выложила письмо на своё веб-сайте со словами:

Я думаю, я хочу изменить слова с моих предыдущих посланий, когда я говорила о том, чтобы взять перерыв. Я имела в виду, что беру перерыв от того, что мне говорят, что делать. … Классно, когда ты смотришь на кого-то и не знаешь, они работают или играют, потому что они не видят разницу между этим. Вещи, которые я делала для работы позже стали такими забавными, потому что для меня это уже не работа. Я была более «активной» в плане менеджмента и бизнеса, и я чувствую больше контроля, как никогда.

Представитель Jive Records заявил, что хотя Спирс работала в студии, «никакой альбом не запланирован на сегодняшний день», и что не намеревалось выпускать «Mona Lisa» на радио. Песня, написанная Спирс, Тедди Кэмпбеллом и Дэвидом Кочански, была позже переработана, чтобы включить на Britney & Kevin: Chaotic. Спирс сочинила «Someday (I Will Understand)» на пианино дома, за две недели до того, как узнала, что беременна первым ребёнком, Шоном Престоном. Она объяснила, что песня пришла «как прорицание… когда вы беременны, вам оказывают поддержку».
Гай Сигсуорт был продюсером «Someday (I Will Understand)», а также соавтором песни с Имоджен Хип, Робин и Александром Кроландом под названием «Over to You Now», которая была включена бонусным треком на EP. «And Then We Kiss» должен был быть включён на диск, но не попал по непонятным причинам.

## Релиз и производство
«Someday (I Will Understand)» был выпущен первым и единственным синглом с бонусного CD Britney & Kevin: Chaotic в Европе 21 августа 2005 г. Песня достигла топ-10 в Дании, Швеции и Швейцарии, а также попала во многие чарты европейских стран. Чёрно-белый видеоклип впервые вышел в финале Britney & Kevin: Chaotic. Режиссёром клипа стал Майкл Хауссман, в нём Спирс появляется в виде беременной женщины, которая меняется в течение клипа. Ремикс на песню был включён на сборник ремиксов 2005 г., B in the Mix: The Remixes.
Бонусный CD был выпущен первым EP Спирс 27 сентября 2005 г. EP был распродан 650 тысячами копий на сегодняшний день .
Главная тема, «Chaotic», получил проморелиз в Японии, несмотря на то, что он не был выпущен синглом.

## Список композиций
| №                   | Название                      | Автор(ы)                                                     | Продюсер(ы)         | Длительность |
| ------------------- | ----------------------------- | ------------------------------------------------------------ | ------------------- | ------------ |
| 1.                  | «Chaotic»                     | Кристиан Карлссон Понтус Уиннберг Генрик Джонбэк Мишель Белл | Bloodshy & Avant    | 3:32         |
| 2.                  | «Someday (I Will Understand)» | Бритни Спирс                                                 | Гай Сигсуорт        | 3:37         |
| 3.                  | «Mona Lisa»                   | Спирс Тедди Кэмпбелл Дэвид Кончански                         | Bloodshy & Avant    | 3:27         |
| Общая длительность: | Общая длительность:           | Общая длительность:                                          | Общая длительность: | 10:36        |

| №                   | Название            | Автор(ы)                                               | Продюсер(ы)         | Длительность |
| ------------------- | ------------------- | ------------------------------------------------------ | ------------------- | ------------ |
| 4.                  | «Over to You Now»   | Сигсуорт Имоджен Хип Робин Карлссон Александр Кронланд | Сигсуорт            | 3:45         |
| Общая длительность: | Общая длительность: | Общая длительность:                                    | Общая длительность: | 14:21        |

| №                   | Название                                                      | Автор(ы)            | Продюсер(ы)                          | Длительность |
| ------------------- | ------------------------------------------------------------- | ------------------- | ------------------------------------ | ------------ |
| 4.                  | «Someday (I Will Understand)» (Hi-Bias Signature Radio Remix) | Спирс               | Сигсуорт Ник Фьоруччи Тарас Харкавий | 3:46         |
| Общая длительность: | Общая длительность:                                           | Общая длительность: | Общая длительность:                  | 14:22        |